# 5099 Iainbanks
5099 Iainbanks eller 1985 DY1 är en asteroid i huvudbältet som upptäcktes den 16 februari 1985 av den belgiske astronomen Henri Debehogne vid La Silla-observatoriet. Den är uppkallad efter den skotske författaren Iain Banks.
Asteroiden har en diameter på ungefär 6 kilometer.